# Hedgehog Engine
Hedgehog Engine é um motor gráfico pertencente a SEGA, e desenvolvido especialmente para a série Sonic the Hedgehog por Yoshihisa Hashimoto, e assim aproveitar a potência e os gráficos dos consoles da 7ª geração (PS3 e Xbox 360) em seus jogos. Hashimoto iniciou o projeto em meados de 2005 e seguiu pelos três anos seguintes com o desenvolvimento, e acredita-se que inicialmente a Engine foi planejada para ser utilizada inicialmente no "Sonic 2006". Este sendo utilizado apenas a partir de Sonic Unleashed, e em jogos posteriores, como Sonic Generations, e Sonic Lost World.
Apesar do que muitos pensam, Sonic Colors não utiliza esse motor gráfico, porque o hardware do Wii não é compatível com essa potência gráfica.
Essa engine gráfica foi re-feita e melhorada para a Hedgehog Engine 2.0, usada em Sonic Forces.

## Criação e Principios da Hedgehog Engine
Hashimo foi convidado à trabalhar como diretor no Sonic Next-Gen (conhecido após como Sonic The Hedgehog). Pelo fato de o jogo vir para à até então nova geração de console (que possuíam poder gráfico maior aos antigos consoles), Hashimoto olhou para os erros e acertos dos outros jogos da série sonic previamente e percebeu que o novo jogo iria precisar de um Sistema de Iluminação Global, algo que só era possível apenas em CGI pré-renderizadas, mas que devido à maior potencia dos novos consoles suportarem shaders mais avançados, seria possível criar uma Engine com nível gráfico próximo à desta CGI. Porém, não iria ser possível criar a Engine ate o lançamento do jogo e com isso Hashimoto decidiu abandonar o cargo de diretor do Sonic Next-Gen para trabalhar na Engine(do qual levou três anos até ela ficar pronta)
O principio básico no quesito gráfico da Hedgehog Engine é criar um ponto de luz que ilumine todo o cenário e por vez o cenário refletisse uma pequena parte dessa luz para certas áreas do jogo e assim criando a rede de luz do jogo. Para isto ser feito, era necessário centenas de computadores de ultima geração para renderizar toda a iluminação global do cenário (que tinham de 9,6 até 13Km de cenário) , levando de 2 à 3 dias para isto ser feito, e assim reduzindo o processo de renderização em tempo real para os consoles e estes assim tendo que renderizar apenas as sombras de objetos dinâmicos ou que se movimentem (como personagens, npc, inimigos, caixas, etc)
Também no quesito gráfico, Hashimoto desenvolveu junto à sua equipe a tecnologia Light Field, do qual deixava personagens, inimigos e objetos com a iluminação sempre compatível à do cenário. Já no quesito técnico, uma das funções para os jogos do sonic do qual ela foi criada era fazer com que o personagem pudesse atravessar locais com um nível de detalhe alto, junto de velocidades maiores que as dos antigos jogos sem sofre muitas quedas de framerate (um grande problema no jogo Sonic The Hedeghog, ainda mais em sua versão para o Playstation 3). A Hedgehog Engine foi apresentada pela primeira vez na CEDEC de 2008

## Referencias
http://info.sonicretro.org/Sonic_the_Hedgehog_(2006_game)
http://info.sonicretro.org/Hedgehog_Engine

## Vedeojogos que Usam o Hedgehog Engine
Os jogos electronicos que rodam o Hedgehog Engine são:
- Sonic Generations
- Sonic Unleashed
- Sonic Lost World
- Phantasy Star Online 2
- Sakura Wars

## Ligações Externas
1. ↑  http://info.sonicretro.org/Hedgehog_Engine
2. ↑  «Hedgehog Engine». Sonic Retro (em inglês)